# Artur Mikvabia
Artur Mikvabia (nacido el 2 de mayo de 1949) (abjasio: Артур Артиом-иԥа Амқәаб, georgiano: არტურ მიქვაბია) es un economista y político de Abjasia. Fue primer ministro en el Gobierno del presidente Khajimba.

## Presidente de la Abjasia unida (2004–2009)
Artur Mikvabia ejerció como presidente de la Abjasia unida cuando fue fundado como movimiento sociopolítico el 25 de marzo de 2004. El 25 de julio de 2007,  anunció que renunciaría a su cargo y retirarse de la política, pero los miembros declararon que no aceptarían esto, y Mikvabia quedó como presidente. El 27 de enero de 2009 Abjasia unida se transformó a un partido político y Daur Tarba asumió como el nuevo presidente.

## Primer ministro (desde 2015)
Mikvabia fue nombrado primer ministro por Khajimba el 20 de marzo de 2015.